# CONCACAF Nations League 2019–20
CONCACAF Nations League 2019–20 là mùa giải CONCACAF Nations League đầu tiên, một giải đấu bóng đá quốc tế có sự tham gia của các đội tuyển bóng đá nam quốc gia đến từ 41 quốc gia thành viên của CONCACAF. Vòng loại Nations League cũng đóng vai trò là vòng loại Cúp vàng CONCACAF 2019, được nâng lên từ 12 thành 16 đội tham dự. Vòng bảng của giải đấu cũng sẽ đóng vai trò là vòng loại cho Cúp Vàng CONCACAF 2021.

## Thể thức
Các đề xuất lần đầu tiên được thảo luận chính thức tại Đại hội XXXII của liên đoàn CONCACAF ở Oranjestad, Aruba vào ngày 8 tháng 4 năm 2017. Giải đấu đã được CONCACAF chính thức xác nhận vào tháng 11 năm 2017. Thể thức và lịch trình của Nations League được công bố vào lúc 10:00 EST (UTC 5) ngày 7 tháng 3 năm 2018 tại The Temple House, Miami Beach, Florida, Hoa Kỳ.
Đối với mùa giải đầu tiên, một giai đoạn vòng loại được tổ chức từ tháng 9 năm 2018 đến tháng 3 năm 2019. Kết quả vòng loại sẽ phân loại 41 đội vào các hạng thi đấu A, B, C. Ngoài sáu đội tham gia Vòng loại giải vô địch bóng đá thế giới 2018 khu vực Bắc, Trung Mỹ và Caribe (Vòng 5), 34 đội còn lại (Guatemala không thể tham gia do bị FIFA đình chỉ tư cách tham dự) đã tham gia vòng loại. Mỗi đội chơi bốn trận, hai trận sân nhà và hai trận sân khách, với kết quả được tổng hợp thành một bảng điểm. Dựa trên bảng xếp hạng, các đội được chia thành các hạng thi đấu cho giai đoạn vòng bảng mùa giải CONCACAF Nations League đầu tiên. Hơn nữa, 10 đội đứng đầu trong giai đoạn vòng loại đủ điều kiện cho Cúp vàng CONCACAF 2019, tham gia cùng 6 đội tham gia vòng loại thứ 5 World Cup khu vực CONCACAF 2018.
Vòng bảng Nations League, bao gồm ba hạng thi đấu, sẽ được chính thức thi đấu theo lịch thi đấu chính thức của FIFA vào tháng 9, tháng 10 và tháng 11 năm 2019. Tất cả các đội đủ điều kiện sẽ được phân loại vào Giải đấu A, B và C. Mỗi giải đấu sẽ được chia thành bốn bảng, bao gồm thăng hạng và xuống hạng, trong đó các đội sẽ thi đấu vòng tròn hai lượt sân nhà và sân khách trong mỗi bảng.
League A gồm 12 đội, chia thành bốn bảng ba đội. 12 đội bao gồm 6 đội tham gia vòng loại thứ năm World Cup khu vực CONCACAF cộng thêm 6 đội hàng đầu từ vòng loại. Bốn đội nhất bảng sẽ đủ điều kiện tham dự vòng chung kết giải đấu, được chơi vào tháng 6 năm 2020 (dự kiến ban đầu tổ chức vào tháng 3 năm 2020), sẽ quyết định nhà vô địch của cuộc thi mới. Bốn đội xếp cuối cùng trong mỗi bảng sẽ phải xuống hạng B cho phiên bản tiếp theo của giải đấu.
League B gồm 16 đội, chia thành bốn bảng bốn đội. Giải đấu sẽ bao gồm các đội kết thúc từ thứ 7 đến 22 ở vòng loại. Bốn đội chiến thắng sẽ được thăng hạng lên League A, trong khi bốn đội xếp cuối cùng trong mỗi bảng sẽ phải xuống hạng League C cho phiên bản tiếp theo.
League C bao gồm 13 đội còn lại, các đội kết thúc từ 23 đến 34 ở vòng loại, cùng với Guatemala không tham gia vòng loại. Giải đấu sẽ bao gồm bốn bảng, với ba bảng ba đội và một bảng bốn đội. Bốn đội chiến thắng bảng sẽ được thăng hạng League B cho phiên bản tiếp theo của cuộc thi.
Vào tháng 9 năm 2019, liên đoàn CONCACAF quyết định mùa giải đầu tiên cũng sẽ đóng vai trò vòng loại để chọn 16 đội tham gia Cúp vàng CONCACAF 2021 (không đội nào tự động đủ điều kiện).
Các đội sau sẽ đủ điều kiện cho Cúp vàng CONCACAF 2021 sau khi kết thúc vòng chơi vào tháng 11 năm 2019:
- 8 đội là hai đội đứng đầu từ bốn bảng League A
- 4 đội là những đội nhất bảng của bốn bảng League B
- 4 đội chiến thắng vòng loại hai lượt giữa bốn đội đứng thứ ba ở League A, bốn đội đứng thứ hai ở League B và bốn đội nhất bảng ở League C

Vòng đầu tiên của vòng loại Cúp vàng sẽ là các trận đấu hai lượt giữa những đội đứng thứ hai của League B và những đội đứng thứ nhất của League C, được chơi vào tháng 3 năm 2020. Bốn đội chiến thắng của vòng này sẽ tiến vào vòng thứ hai, để đối mặt với những đội đứng thứ ba của League A, trong các trận đấu sẽ diễn ra vào tháng 6 năm 2020. Bốn độichiến thắng trận đấu của vòng hai đủ điều kiện tham dự Cúp vàng 2021.

### Cách xếp hạng
Xếp hạng các đội trong mỗi bảng được xác định thông qua quy địnhː Nếu có hai đội bằng điểm, kết quả đối đầu trực tiếp sẽ được ưu tiên hơn hiệu số bàn thắng bại (Quy định Điều 12.7):

## Các đội tham gia
| Chú thích                                                                                 |
| ----------------------------------------------------------------------------------------- |
| Đội tham gia Vòng loại World Cup 2018 (vòng 5) khu vực CONCACAF tự động tham gia League A |
| Các thành viên CONCACAF còn lại tham dự vòng loại                                         |
| Hiệp hội bị đình chỉ vào thời điểm bốc thăm, được phân loại vào hạng League C             |

| XH | Đội                  | Điểm  |
| -- | -------------------- | ----- |
| 1  | México               | 2,047 |
| 2  | Hoa Kỳ               | 1,853 |
| 3  | Costa Rica           | 1,845 |
| 4  | Panamá               | 1,700 |
| 5  | Honduras             | 1,669 |
| 6  | Jamaica              | 1,516 |
| 7  | Canada               | 1,448 |
| 8  | Guatemala            | 1,417 |
| 9  | Haiti                | 1,348 |
| 10 | El Salvador          | 1,347 |
| 11 | Trinidad và Tobago   | 1,339 |
| 12 | Martinique           | 1,271 |
| 13 | Cuba                 | 1,146 |
| 14 | Guyane thuộc Pháp    | 1,108 |
| 15 | Guadeloupe           | 1,089 |
| 16 | Nicaragua            | 1,032 |
| 17 | Saint Kitts và Nevis | 1,023 |
| 18 | Curaçao              | 1,018 |
| 19 | Suriname             | 991   |
| 20 | Antigua và Barbuda   | 946   |
| 21 | Cộng hòa Dominica    | 925   |

| XH | Đội                         | Điểm |
| -- | --------------------------- | ---- |
| 22 | Bermuda                     | 924  |
| 23 | Guyana                      | 914  |
| 24 | Belize                      | 853  |
| 25 | Bonaire                     | 799  |
| 26 | Grenada                     | 795  |
| 27 | Saint Vincent và Grenadines | 793  |
| 28 | Saint Lucia                 | 773  |
| 29 | Barbados                    | 731  |
| 30 | Puerto Rico                 | 693  |
| 31 | Bahamas                     | 627  |
| 32 | Dominica                    | 563  |
| 33 | Aruba                       | 559  |
| 34 | Quần đảo Cayman             | 543  |
| 35 | Quần đảo Turks và Caicos    | 483  |
| 36 | Montserrat                  | 435  |
| 37 | Quần đảo Virgin thuộc Mỹ    | 401  |
| 38 | Saint-Martin                | 352  |
| 39 | Sint Maarten                | 336  |
| 40 | Anguilla                    | 261  |
| 41 | Quần đảo Virgin thuộc Anh   | 261  |

Ghi chú
Guatemala bị cấm bởi FIFA vào tháng 10 năm 2016 và không thể tham gia vòng loại

## Lịch thi đấu
Dưới đây là lịch thi đấu của CONCACAF Nations League 2019–20.
Vòng chung kết CONCACAF Nations League ban đầu dự kiến diễn ra theo Lịch FIFA từ ngày 23/3/2020 đến ngày 31/3/2020. Tuy nhiên, vào ngày 5 tháng 8 năm 2019, CONCACAF thông báo rằng vòng chung kết giải đấu sẽ diễn ra vào tháng 6 năm 2020. Lịch thi đấu vòng chung kết được công bố vào ngày 9 tháng 3 năm 2020, với trận bán kết diễn ra vào ngày 04/6/2020, trận tranh hạng ba và trận chung kết diễn ra vào ngày 07/6/2020. Ngày 3 tháng 4 năm 2020, CONCACAF thông báo giải đấu bị tạm hoãn do đại dịch Covid-19. Ngày 27 tháng 7 năm 2020, CONCACAF thông báo rằng vòng chung kết sẽ được tổ chức theo Lịch FIFA từ ngày 22/3/2021 đến ngày 30/3/2021. Tuy nhiên, do Vòng loại FIFA World Cup 2022 khu vực CONCACAF (vòng 1) bị hoãn nên ngày 22 tháng 9 năm 2020, CONCACAF thông báo vòng chung kết giải đấu sẽ được tổ chức vào tháng 6 năm 2021.
| Giai đoạn      | Lượt          | Ngày                    |
| -------------- | ------------- | ----------------------- |
| Vòng loại      | Lượt trận 1   | 06/9/2018 – 11/9/2018   |
| Vòng loại      | Lượt trận 2   | 11/10/2018 – 16/10/2018 |
| Vòng loại      | Lượt trận 3   | 16/11/2018 – 20/11/2018 |
| Vòng loại      | Lượt trận 4   | 21/3/2019 – 24/3/2019   |
| Vòng bảng      | Lượt trận 1   | 05/9/2019 – 07/9/2019   |
| Vòng bảng      | Lượt trận 2   | 08/9/2019 – 10/9/2019   |
| Vòng bảng      | Lượt trận 3   | 10/10/2019 – 12/10/2019 |
| Vòng bảng      | Lượt trận 4   | 13/10/2019 – 15/10/2019 |
| Vòng bảng      | Lượt trận 5   | 14/11/2019 – 16/11/2019 |
| Vòng bảng      | Lượt trận 6   | 17/11/2019 – 19/11/2019 |
| Vòng chung kết | Bán kết       | 03/6/2021               |
| Vòng chung kết | Tranh hạng ba | 06/6/2021               |
| Vòng chung kết | Chung kết     | 06/6/2021               |

Lịch thi đấu chi tiết vòng bảng đã được CONCACAF công bố vào ngày 21 tháng 5 năm 2019.

## Vòng loại
Bài chi tiếtː Vòng loại CONCACAF Nations League 2019–20
Trong số 41 đội thành viên CONCACAF, 6 đội hàng đầu được vào thẳng League A, Guatemala bị phạt vào League C, còn 34 đội còn lại đều tham gia vòng loại. Kết quả thi đấu sau 4 lượt sẽ xếp hạng các đội vào một danh sách. 6 đội có thành tích tốt nhất sẽ tham gia vào League A. 16 đội có thành tích tốt tiếp theo sẽ tham gia vào League B. 12 đội còn lại được phân vào League C cùng với Guatemala.
Đồng thời, 10 đội có thành tích tốt nhất cùng với 6 đội hàng đầu (đã tham gia vòng loại thứ năm World Cup 2018 khu vực CONCACAF) sẽ tạo thành 16 đội tham gia Cúp vàng CONCACAF 2019. 
| Thứ hạng | Đội                         | ST | Thắng | Hòa | Thua | Bàn thắng | Bàn thua | Hệ số | Điểm | Kết quả                            |
| -------- | --------------------------- | -- | ----- | --- | ---- | --------- | -------- | ----- | ---- | ---------------------------------- |
| 1        | Haiti                       | 4  | 4     | 0   | 0    | 19        | 2        | +17   | 12   | League A và Cúp Vàng CONCACAF 2019 |
| 2        | Canada                      | 4  | 4     | 0   | 0    | 18        | 1        | +17   | 12   | League A và Cúp Vàng CONCACAF 2019 |
| 3        | Martinique                  | 4  | 4     | 0   | 0    | 10        | 2        | +8    | 12   | League A và Cúp Vàng CONCACAF 2019 |
| 4        | Curaçao                     | 4  | 3     | 0   | 1    | 22        | 2        | +20   | 9    | League A và Cúp Vàng CONCACAF 2019 |
| 5        | Bermuda                     | 4  | 3     | 0   | 1    | 17        | 4        | +13   | 9    | League A và Cúp Vàng CONCACAF 2019 |
| 6        | Cuba                        | 4  | 3     | 0   | 1    | 15        | 2        | +13   | 9    | League A và Cúp Vàng CONCACAF 2019 |
| 7        | Guyana                      | 4  | 3     | 0   | 1    | 14        | 3        | +11   | 9    | League B và Cúp Vàng CONCACAF 2019 |
| 8        | Jamaica                     | 4  | 3     | 0   | 1    | 12        | 3        | +9    | 9    | League B và Cúp Vàng CONCACAF 2019 |
| 9        | Nicaragua                   | 4  | 3     | 0   | 1    | 9         | 2        | +7    | 9    | League B và Cúp Vàng CONCACAF 2019 |
| 10       | El Salvador                 | 4  | 3     | 0   | 1    | 7         | 2        | +5    | 9    | League B và Cúp Vàng CONCACAF 2019 |
| 11       | Montserrat                  | 4  | 3     | 0   | 1    | 6         | 3        | +3    | 9    | League B                           |
| 12       | Suriname                    | 4  | 2     | 1   | 1    | 8         | 2        | +6    | 7    | League B                           |
| 13       | Saint Lucia                 | 4  | 2     | 1   | 1    | 7         | 4        | +3    | 7    | League B                           |
| 14       | Dominica                    | 4  | 2     | 1   | 1    | 6         | 5        | +1    | 7    | League B                           |
| 15       | Saint Kitts và Nevis        | 4  | 2     | 0   | 2    | 11        | 3        | +8    | 6    | League B                           |
| 16       | Cộng hòa Dominica           | 4  | 2     | 0   | 2    | 9         | 4        | +5    | 6    | League B                           |
| 17       | Belize                      | 4  | 2     | 0   | 2    | 6         | 3        | +3    | 6    | League B                           |
| 18       | Antigua và Barbuda          | 4  | 2     | 0   | 2    | 10        | 8        | +2    | 6    | League B                           |
| 19       | Guyane thuộc Pháp           | 4  | 2     | 0   | 2    | 8         | 6        | +2    | 6    | League B                           |
| 20       | Saint Vincent và Grenadines | 4  | 2     | 0   | 2    | 5         | 6        | −1    | 6    | League B                           |
| 21       | Grenada                     | 4  | 2     | 0   | 2    | 7         | 14       | −7    | 6    | League B                           |
| 22       | Aruba                       | 4  | 1     | 1   | 2    | 5         | 6        | −1    | 4    | League B                           |
| 23       | Guadeloupe                  | 4  | 1     | 1   | 2    | 3         | 7        | −4    | 4    | League C                           |
| 24       | Quần đảo Turks và Caicos    | 4  | 1     | 1   | 2    | 5         | 23       | −18   | 4    | League C                           |
| 25       | Barbados                    | 4  | 1     | 0   | 3    | 3         | 7        | −4    | 3    | League C                           |
| 26       | Bonaire                     | 4  | 1     | 0   | 3    | 3         | 14       | −11   | 3    | League C                           |
| 27       | Quần đảo Virgin thuộc Mỹ    | 4  | 1     | 0   | 3    | 3         | 16       | −13   | 3    | League C                           |
| 28       | Sint Maarten                | 4  | 1     | 0   | 3    | 4         | 30       | −26   | 3    | League C                           |
| 29       | Quần đảo Cayman             | 4  | 0     | 1   | 3    | 1         | 9        | −8    | 1    | League C                           |
| 30       | Quần đảo Virgin thuộc Anh   | 4  | 0     | 1   | 3    | 3         | 13       | −10   | 1    | League C                           |
| 31       | Anguilla                    | 4  | 0     | 1   | 3    | 1         | 15       | −14   | 1    | League C                           |
| 32       | Bahamas                     | 4  | 0     | 1   | 3    | 1         | 15       | −14   | 1    | League C                           |
| 33       | Puerto Rico                 | 4  | 0     | 0   | 4    | 0         | 5        | −5    | 0    | League C                           |
| 34       | Saint-Martin                | 4  | 0     | 0   | 4    | 5         | 22       | −17   | 0    | League C                           |

## Xếp hạt giống
41 thành viên CONCACAF đã được phân bổ vào các giải đấu mà họ đủ điều kiện. Các đội được phân vào các nhóm hạt giống dựa trên vị trí của họ trong Chỉ số xếp hạng CONCACAF tháng 11 năm 2018.
| Pot | Team               | Pts   | Rank |
| --- | ------------------ | ----- | ---- |
| 1   | México             | 1,998 | 1    |
| 1   | Hoa Kỳ             | 1,863 | 2    |
| 1   | Costa Rica         | 1,752 | 3    |
| 1   | Honduras           | 1,630 | 4    |
| 2   | Panamá             | 1,579 | 5    |
| 2   | Canada             | 1,471 | 7    |
| 2   | Haiti              | 1,359 | 10   |
| 2   | Trinidad và Tobago | 1,342 | 11   |
| 3   | Martinique         | 1,286 | 12   |
| 3   | Cuba               | 1,152 | 13   |
| 3   | Curaçao            | 1,079 | 15   |
| 3   | Bermuda            | 865   | 23   |

| Pot | Team                        | Pts   | Rank |
| --- | --------------------------- | ----- | ---- |
| 1   | Jamaica                     | 1,507 | 6    |
| 1   | El Salvador                 | 1,380 | 9    |
| 1   | Nicaragua                   | 1,083 | 14   |
| 1   | Guyane thuộc Pháp           | 1,057 | 16   |
| 2   | Saint Kitts và Nevis        | 1,018 | 18   |
| 2   | Cộng hòa Dominica           | 983   | 19   |
| 2   | Suriname                    | 975   | 20   |
| 2   | Guyana                      | 953   | 21   |
| 3   | Antigua và Barbuda          | 930   | 22   |
| 3   | Belize                      | 831   | 24   |
| 3   | Saint Vincent và Grenadines | 821   | 25   |
| 3   | Saint Lucia                 | 813   | 26   |
| 4   | Grenada                     | 749   | 28   |
| 4   | Aruba                       | 638   | 31   |
| 4   | Dominica                    | 593   | 32   |
| 4   | Montserrat                  | 478   | 35   |

| Pot | Team                      | Pts   | Rank |
| --- | ------------------------- | ----- | ---- |
| 1   | Guatemala                 | 1,419 | 8    |
| 1   | Guadeloupe                | 1,054 | 17   |
| 1   | Bonaire                   | 766   | 27   |
| 1   | Barbados                  | 707   | 29   |
| 2   | Puerto Rico               | 665   | 30   |
| 2   | Bahamas                   | 582   | 33   |
| 2   | Quần đảo Cayman           | 532   | 34   |
| 2   | Quần đảo Turks và Caicos  | 453   | 36   |
| 3   | Quần đảo Virgin thuộc Mỹ  | 392   | 37   |
| 3   | Saint-Martin              | 338   | 38   |
| 3   | Sint Maarten              | 328   | 39   |
| 3   | Quần đảo Virgin thuộc Anh | 257   | 40   |
| 3   | Anguilla                  | 250   | 41   |

## League A

### Bảng A
| VT | Đội      | ST | T | H | B | BT | BB | HS  | Đ | Giành quyền tham dự                      |  | Hoa Kỳ | Canada | Cuba |
| -- | -------- | -- | - | - | - | -- | -- | --- | - | ---------------------------------------- |  | ------ | ------ | ---- |
| 1  | Hoa Kỳ   | 4  | 3 | 0 | 1 | 15 | 3  | +12 | 9 | Bán kết và Cúp Vàng 2021                 |  |        | 4–1    | 7–0  |
| 2  | Canada   | 4  | 3 | 0 | 1 | 10 | 4  | +6  | 9 | Cúp Vàng 2021                            |  | 2–0    |        | 6–0  |
| 3  | Cuba (R) | 4  | 0 | 0 | 4 | 0  | 18 | −18 | 0 | Xuống hạng và Vòng loại thứ hai Cúp Vàng |  | 0–4    | 0–1    |      |

### Bảng B
| VT | Đội         | ST | T | H | B | BT | BB | HS  | Đ  | Giành quyền tham dự                      |  | México | Panamá | Bermuda |
| -- | ----------- | -- | - | - | - | -- | -- | --- | -- | ---------------------------------------- |  | ------ | ------ | ------- |
| 1  | México      | 4  | 4 | 0 | 0 | 13 | 3  | +10 | 12 | Bán kết và Cúp Vàng 2021                 |  |        | 3–1    | 2–1     |
| 2  | Panamá      | 4  | 1 | 0 | 3 | 5  | 9  | −4  | 3  | Cúp Vàng 2021                            |  | 0–3    |        | 0–2     |
| 3  | Bermuda (R) | 4  | 1 | 0 | 3 | 5  | 11 | −6  | 3  | Xuống hạng và Vòng loại thứ hai Cúp Vàng |  | 1–5    | 1–4    |         |

### Bảng C
| VT | Đội                    | ST | T | H | B | BT | BB | HS | Đ | Giành quyền tham dự                      |  | Honduras | Martinique | Trinidad và Tobago |
| -- | ---------------------- | -- | - | - | - | -- | -- | -- | - | ---------------------------------------- |  | -------- | ---------- | ------------------ |
| 1  | Honduras               | 4  | 3 | 0 | 1 | 8  | 1  | +7 | 9 | Bán kết và Cúp Vàng 2021                 |  |          | 1–0        | 4–0                |
| 2  | Martinique             | 4  | 0 | 3 | 1 | 4  | 5  | −1 | 3 | Cúp Vàng 2021                            |  | 1–1      |            | 1–1                |
| 3  | Trinidad và Tobago (R) | 4  | 0 | 2 | 2 | 3  | 9  | −6 | 2 | Xuống hạng và Vòng loại thứ hai Cúp Vàng |  | 0–2      | 2–2        |                    |

### Bảng D
| VT | Đội        | ST | T | H | B | BT | BB | HS | Đ | Giành quyền tham dự                      |  | Costa Rica | Curaçao | Haiti |
| -- | ---------- | -- | - | - | - | -- | -- | -- | - | ---------------------------------------- |  | ---------- | ------- | ----- |
| 1  | Costa Rica | 4  | 1 | 3 | 0 | 4  | 3  | +1 | 6 | Bán kết và Cúp Vàng 2021                 |  |            | 0–0     | 1–1   |
| 2  | Curaçao    | 4  | 1 | 2 | 1 | 3  | 3  | 0  | 5 | Cúp Vàng 2021                            |  | 1–2        |         | 1–0   |
| 3  | Haiti (R)  | 4  | 0 | 3 | 1 | 3  | 4  | −1 | 3 | Xuống hạng và Vòng loại thứ hai Cúp Vàng |  | 1–1        | 1–1     |       |

### Vòng chung kết

#### Hạt giống
| Seed | Bg | Đội        | ST | T | H | B | BT | BB | HS  | Đ  |
| ---- | -- | ---------- | -- | - | - | - | -- | -- | --- | -- |
| 1    | B  | México     | 4  | 4 | 0 | 0 | 13 | 3  | +10 | 12 |
| 2    | C  | Honduras   | 4  | 3 | 1 | 0 | 8  | 1  | +7  | 10 |
| 3    | A  | Hoa Kỳ (H) | 4  | 3 | 0 | 1 | 15 | 3  | +12 | 9  |
| 4    | D  | Costa Rica | 4  | 1 | 3 | 0 | 4  | 3  | +1  | 6  |

#### Sơ đồ
Ở các trận bán kết và trận tranh hạng ba, nếu hai đội hòa nhau sau thời gian thi đấu chính thức thì sẽ đá luân lưu luôn mà không áp dụng hiệp phụ. Ở trận chung kết, nếu hai đội hòa nhau sau thời gian thi đấu chính thức thì sẽ đá thêm hiệp phụ và vẫn hòa nhau thì sẽ đá luân lưu để xác định đội vô địch và đội á quân.
|  | Bán kết            | Bán kết |                    |       | Chung kết | Chung kết |
|  |                    |         |                    |       |           |           |
|  | 3 tháng 6 – Denver |         |                    |       |           |           |
|  |                    |         |                    |       |           |           |
|  | Honduras           | 0       |                    |       |           |           |
|  | Honduras           | 0       | 6 tháng 6 – Denver |       |           |           |
|  | Hoa Kỳ             | 1       |                    |       |           |           |
|  | Hoa Kỳ             | 1       | Hoa Kỳ (s.h.p.)    | 3     |           |           |
|  | 3 tháng 6 – Denver |         | Hoa Kỳ (s.h.p.)    | 3     |           |           |
|  |                    | México  | 2                  |       |           |           |
|  | México (p)         | México  | 2                  | 0 (5) |           |           |
|  | México (p)         |         |                    | 0 (5) |           |           |
|  | Costa Rica         | 0 (4)   |                    |       |           |           |
|  | Costa Rica         | 0 (4)   | Tranh hạng ba      |       |           |           |
|  |                    |         |                    |       |           |           |
|  | 6 tháng 6 – Denver |         |                    |       |           |           |
|  |                    |         |                    |       |           |           |
|  | Honduras (p)       | 2 (5)   |                    |       |           |           |
|  | Honduras (p)       | 2 (5)   |                    |       |           |           |
|  | Costa Rica         | 2 (4)   |                    |       |           |           |

Tất cả trận đấu diễn giờ theo UTC−6.

#### Bán kết
| Honduras | 0–1      | Hoa Kỳ         |
| -------- | -------- | -------------- |
|          | Chi tiết | Siebatcheu 89' |

| México                                                | 0–0      | Costa Rica                                            |
| ----------------------------------------------------- | -------- | ----------------------------------------------------- |
|                                                       | Chi tiết |                                                       |
| Loạt sút luân lưu                                     |          |                                                       |
| - Antuna - Lozano - Pineda - Pulido - Romo - Gallardo | 5–4      | - Venegas - Duarte - Alfaro - Lassiter - Calvo - Cruz |

#### Tranh hạng ba
| Honduras                                                | 2–2      | Costa Rica                                            |
| ------------------------------------------------------- | -------- | ----------------------------------------------------- |
| - E. Rodríguez 48' - Elis 80'                           | Chi tiết | - Campbell 8' - Calvo 85'                             |
| Loạt sút luân lưu                                       |          |                                                       |
| - A. López - Elis - Benguché - Toro - Acosta - Alvarado | 5–4      | - Venegas - Calvo - Lassiter - Torres - Mora - Tejeda |

#### Chung kết
| Hoa Kỳ                                            | 3–2 (s.h.p.) | México                   |
| ------------------------------------------------- | ------------ | ------------------------ |
| - Reyna 27' - McKennie 82' - Pulisic 114' (ph.đ.) | Chi tiết     | - Corona 2' - Lainez 79' |

## League B

### Bảng A
| VT | Đội                  | ST | T | H | B | BT | BB | HS | Đ  | Thăng hạng, giành quyền tham dự hoặc xuống hạng |  | Grenada | Guyane thuộc Pháp | Belize | Saint Kitts và Nevis |
| -- | -------------------- | -- | - | - | - | -- | -- | -- | -- | ----------------------------------------------- |  | ------- | ----------------- | ------ | -------------------- |
| 1  | Grenada              | 6  | 4 | 2 | 0 | 8  | 4  | +4 | 14 | Thăng hạng League A và Cúp Vàng CONCACAF 2021   |  | —       | 13/10             | 17/11  | 2–1                  |
| 2  | Guyane thuộc Pháp    | 6  | 2 | 2 | 2 | 8  | 6  | +2 | 8  | Vòng loại Cúp Vàng CONCACAF 2021 (vòng 1)       |  | 0–0     | —                 | 3–0    | 3–1                  |
| 3  | Belize               | 6  | 2 | 0 | 4 | 6  | 12 | −6 | 6  |                                                 |  | 1–2     | 14/11             | —      | 0–4                  |
| 4  | Saint Kitts và Nevis | 6  | 1 | 2 | 3 | 8  | 8  | 0  | 5  | Xuống hạng League C                             |  | 14/11   | 2–2               | 13/10  | —                    |

### Bảng B
| VT | Đội               | ST | T | H | B | BT | BB | HS | Đ | Thăng hạng, giành quyền tham dự hoặc xuống hạng        |  | El Salvador | Cộng hòa Dominica | Montserrat | Saint Lucia |
| -- | ----------------- | -- | - | - | - | -- | -- | -- | - | ------------------------------------------------------ |  | ----------- | ----------------- | ---------- | ----------- |
| 1  | El Salvador       | 3  | 2 | 0 | 1 | 5  | 1  | +4 | 6 | Thăng hạng Lg. A & đủ điều kiện Cúp Vàng CONCACAF 2021 |  | —           | 19/11             | 16/11      | 3–0         |
| 2  | Cộng hòa Dominica | 3  | 2 | 0 | 1 | 5  | 2  | +3 | 6 | Tham gia Vòng loại Cúp Vàng CONCACAF 2021 (vòng 1)     |  | 1–0         | —                 | 15/10      | 3–0         |
| 3  | Montserrat        | 3  | 1 | 1 | 1 | 3  | 4  | −1 | 4 |                                                        |  | 0–2         | 2–1               | —          | 1–1         |
| 4  | Saint Lucia       | 3  | 0 | 1 | 2 | 1  | 7  | −6 | 1 | Xuống hạng League C                                    |  | 15/10       | 16/11             | 19/11      | —           |

### Bảng C
| VT | Đội                | ST | T | H | B | BT | BB | HS  | Đ | Thăng hạng, giành quyền tham dự hoặc xuống hạng        |  | Jamaica | Antigua và Barbuda | Guyana | Aruba |
| -- | ------------------ | -- | - | - | - | -- | -- | --- | - | ------------------------------------------------------ |  | ------- | ------------------ | ------ | ----- |
| 1  | Jamaica            | 3  | 3 | 0 | 0 | 12 | 0  | +12 | 9 | Thăng hạng Lg. A & đủ điều kiện Cúp Vàng CONCACAF 2021 |  | —       | 6–0                | 18/11  | 2–0   |
| 2  | Antigua và Barbuda | 3  | 2 | 0 | 1 | 4  | 8  | −4  | 6 | Tham gia Vòng loại Cúp Vàng CONCACAF 2021 (vòng 1)     |  | 15/11   | —                  | 2–1    | 2–1   |
| 3  | Guyana             | 3  | 1 | 0 | 2 | 2  | 6  | −4  | 3 |                                                        |  | 0–4     | 14/10              | —      | 15/11 |
| 4  | Aruba              | 3  | 0 | 0 | 3 | 1  | 5  | −4  | 0 | Xuống hạng League C                                    |  | 15/10   | 18/11              | 0–1    | —     |

### Bảng D
| VT | Đội                         | ST | T | H | B | BT | BB | HS | Đ | Thăng hạng, giành quyền tham dự hoặc xuống hạng        |  | Suriname | Saint Vincent và Grenadines | Nicaragua | Dominica |
| -- | --------------------------- | -- | - | - | - | -- | -- | -- | - | ------------------------------------------------------ |  | -------- | --------------------------- | --------- | -------- |
| 1  | Suriname                    | 3  | 2 | 1 | 0 | 10 | 3  | +7 | 7 | Thăng hạng Lg. A & đủ điều kiện Cúp Vàng CONCACAF 2021 |  | —        | 14/10                       | 6–0       | 15/11    |
| 2  | Saint Vincent và Grenadines | 3  | 1 | 2 | 0 | 4  | 3  | +1 | 5 | Tham gia Vòng loại Cúp Vàng CONCACAF 2021 (vòng 1)     |  | 2–2      | —                           | 15/11     | 1–0      |
| 3  | Nicaragua                   | 3  | 1 | 1 | 1 | 4  | 8  | −4 | 4 |                                                        |  | 18/11    | 1–1                         | —         | 3–1      |
| 4  | Dominica                    | 3  | 0 | 0 | 3 | 2  | 6  | −4 | 0 | Xuống hạng League C                                    |  | 1–2      | 18/11                       | 14/10     | —        |

## League C

### Bảng A
| VT | Đội                      | ST | T | H | B | BT | BB | HS | Đ | Thăng hạng hoặc giành quyền tham dự                          |       | Barbados | Quần đảo Cayman | Saint-Martin | Quần đảo Virgin thuộc Mỹ |
| -- | ------------------------ | -- | - | - | - | -- | -- | -- | - | ------------------------------------------------------------ | ----- | -------- | --------------- | ------------ | ------------------------ |
| 1  | Barbados                 | 3  | 2 | 0 | 1 | 7  | 3  | +4 | 6 | Thăng hạng Lg. B & tham gia Vòng loại thứ nhất Cúp Vàng 2021 |       | —        | 19/11           | 4–0          | 1–0                      |
| 2  | Quần đảo Cayman          | 3  | 2 | 0 | 1 | 5  | 5  | 0  | 6 |                                                              |       | 3–2      | —               | 15/10        | 16/11                    |
| 3  | Saint-Martin             | 3  | 1 | 0 | 2 | 4  | 6  | −2 | 3 |                                                              | 16/11 | 3–0      | —               | 1–2          |                          |
| 4  | Quần đảo Virgin thuộc Mỹ | 3  | 1 | 0 | 2 | 2  | 4  | −2 | 3 |                                                              | 15/10 | 0–2      | 19/11           | —            |                          |

### Bảng B
| VT | Đội                       | ST | T | H | B | BT | BB | HS | Đ | Thăng hạng hoặc giành quyền tham dự                          |     | Bahamas | Bonaire | Quần đảo Virgin thuộc Anh |
| -- | ------------------------- | -- | - | - | - | -- | -- | -- | - | ------------------------------------------------------------ | --- | ------- | ------- | ------------------------- |
| 1  | Bahamas                   | 2  | 2 | 0 | 0 | 6  | 1  | +5 | 6 | Thăng hạng Lg. B & tham gia Vòng loại thứ nhất Cúp Vàng 2021 |     | —       | 2–1     | 14/11                     |
| 2  | Bonaire                   | 2  | 1 | 0 | 1 | 5  | 4  | +1 | 3 |                                                              |     | 17/11   | —       | 4–2                       |
| 3  | Quần đảo Virgin thuộc Anh | 2  | 0 | 0 | 2 | 2  | 8  | −6 | 0 |                                                              | 0–4 | 13/10   | —       |                           |

### Bảng C
| VT | Đội          | ST | T | H | B | BT | BB | HS  | Đ | Thăng hạng hoặc giành quyền tham dự                          |     | Guatemala | Puerto Rico | Anguilla |
| -- | ------------ | -- | - | - | - | -- | -- | --- | - | ------------------------------------------------------------ | --- | --------- | ----------- | -------- |
| 1  | Guatemala    | 3  | 3 | 0 | 0 | 20 | 0  | +20 | 9 | Thăng hạng Lg. B & tham gia Vòng loại thứ nhất Cúp Vàng 2021 |     | —         | 16/11       | 10–0     |
| 2  | Puerto Rico  | 1  | 0 | 0 | 1 | 0  | 5  | −5  | 0 |                                                              |     | 0–5       | —           | 19/11    |
| 3  | Anguilla (E) | 2  | 0 | 0 | 2 | 0  | 15 | −15 | 0 |                                                              | 0–5 | 15/10     | —           |          |

### Bảng D
| VT | Đội                      | ST | T | H | B | BT | BB | HS | Đ | Thăng hạng hoặc giành quyền tham dự                          |       | Guadeloupe | Quần đảo Turks và Caicos | Sint Maarten |
| -- | ------------------------ | -- | - | - | - | -- | -- | -- | - | ------------------------------------------------------------ | ----- | ---------- | ------------------------ | ------------ |
| 1  | Guadeloupe               | 2  | 2 | 0 | 0 | 8  | 1  | +7 | 6 | Thăng hạng Lg. B & tham gia Vòng loại thứ nhất Cúp Vàng 2021 |       | —          | 17/11                    | 5–1          |
| 2  | Quần đảo Turks và Caicos | 2  | 1 | 0 | 1 | 5  | 5  | 0  | 3 |                                                              |       | 0–3        | —                        | 14/11        |
| 3  | Sint Maarten             | 2  | 0 | 0 | 2 | 3  | 10 | −7 | 0 |                                                              | 14/10 | 2–5        | —                        |              |

## Danh sách ghi bàn
Cho đến 10 tháng 10 năm 2019
| Rank | Player           | Goals |
| ---- | ---------------- | ----- |
| 1    | Junior Hoilett   | 3     |
| 1    | Weston McKennie  | 3     |
| 2    | Nahki Wells      | 2     |
| 2    | Elson Hooi       | 2     |
| 2    | Frantzdy Pierrot | 2     |
| 2    | Gabriel Torres   | 2     |
| 6    | 14 players       | 1     |

| Rank | Player           | Goals |
| ---- | ---------------- | ----- |
| 1    | Gleofilo Vlijter | 8     |
| 2    | Rowan Liburd     | 4     |
| 3    | Jamal Charles    | 2     |
| 3    | Shamar Nicholson | 2     |
| 3    | Dever Orgill     | 2     |
| 3    | Alvas Powell     | 2     |
| 7    | 30 players       | 1     |

| Rank | Player            | Goals |
| ---- | ----------------- | ----- |
| 1    | Edi Danilo Guerra | 5     |
| 2    | Michael Martin    | 3     |
| 2    | Marvin Ceballos   | 3     |
| 2    | Gerwin Lake       | 3     |
| 2    | Billy Forbes      | 3     |
| 6    | 9 players         | 2     |

## Phát thanh truyền hình
- Argentina - El Trece
- Canada – OneSoccer,[32]
- México - Las Estrellas, TUDN
- Panamá - RPC-TV
- Hoa Kỳ – FloFC
- Hoa Kỳ – Univision, TUDN